# ثيودور شفارتز
ثيودور شفارتز (بالألمانية: Theodor Schwarz)‏ هو رسام وكاتب ومؤلف ألماني، ولد في 1 سبتمبر 1777 في Wiek, Rügen ‏ في ألمانيا، وتوفي بنفس المكان في 10 فبراير 1850.